# Liste der höchsten Bauwerke in Heidelberg
Die Liste der höchsten Bauwerke in Heidelberg enthält  Bauwerke (etwa Kirchengebäude, Kamine oder Funktürme), die in Heidelberg stehen oder standen und eine Höhe von mindestens 50 Metern erreichen.
| Bild | Name                                         | Typ                    | Baujahr | Höhe in m | Standort           | Nachweis | Bemerkungen                                                                     |
| ---- | -------------------------------------------- | ---------------------- | ------- | --------- | ------------------ | -------- | ------------------------------------------------------------------------------- |
|      | Heizkraftwerk Heidelberg                     | Gebäude mit Kamin      |         | 120       | Neuenheimer Feld ⊙ | [ 1 ]    |                                                                                 |
|      | Fernmeldeturm Heidelberg                     | Sendeturm (Stahlbeton) | 1958    | 102       | Königstuhl ⊙       | [ 2 ]    |                                                                                 |
|      | Fernsehturm Heidelberg                       | Wasserturm             | 1958    | 82        | Königstuhl ⊙       | [ 3 ]    | ausgelegt als Wasser-, Sende- und Aussichtsturm, aber nur als Sendeturm genutzt |
|      | Fernmeldeturm der US-Streitkräfte Heidelberg | Sendeturm (Stahlbeton) |         | 80        | Königstuhl ⊙       | [ 4 ]    |                                                                                 |
|      | Heizwerk Mitte                               | Schornstein            | 1975    | 80        | Bergheim ⊙         | [ 5 ]    |                                                                                 |
|      | Jesuitenkirche                               | Kirche                 | 1872    | 78        | Altstadt ⊙         | [ 6 ]    |                                                                                 |
|      | Science Tower                                | Hochhaus               | 2004    | 66        | Wieblingen ⊙       | [ 7 ]    | Höhe bis zum Dach: 52 m                                                         |
|      | Christuskirche                               | Kirche                 | 1904    | 65        | Weststadt ⊙        | [ 8 ]    |                                                                                 |
|      | Ehemaliges MLP-Hochhaus                      | Hochhaus               | 1992    | 63        | Emmertsgrund ⊙     | [ 9 ]    | Spitzname „Langer Manfred“ (nach Manfred Lautenschläger)                        |
|      | Friedenskirche                               | Kirche                 | 1910    | 61        | Handschuhsheim ⊙   | [ 8 ]    |                                                                                 |
|      | Heiliggeistkirche                            | Kirche                 | 1544    | 60        | Altstadt ⊙         | [ 10 ]   |                                                                                 |
|      | Johanneskirche                               | Kirche                 | 1902    | 55        | Neuenheim ⊙        | [ 8 ]    |                                                                                 |
|      | Energie- und Zukunftsspeicher                | Wärmespeicher          | 2019    | 55        | Pfaffengrund ⊙     | [ 11 ]   |                                                                                 |
|      | Menglerbau                                   | Hochhaus               | 1961    | 53        | Bergheim ⊙         | [ 12 ]   |                                                                                 |
|      | Print Media Academy                          | Hochhaus               | 2000    | 50        | Bergheim ⊙         | [ 13 ]   |                                                                                 |